# 春瀬なつみ
春瀬 なつみ（はるせ なつみ、1994年6月17日 - ）は、日本の女性声優。香川県高松市出身。マウスプロモーション所属。

## 来歴
当初は女優を目指していたが、身長が伸びないと悩んでいた時にアニメを好きになったのがきっかけで声優を目指した。
かつてはプロ・フィットに所属しており、テレビ番組「声龍門」の新人声優ユニット「tamaco（タマコ）」の一員だった。
プロ・フィット退所後は持ち役の継続以外の声優の仕事は受けず、約2年半にわたってフリーランスとして活動していたが、2018年2月1日よりマウスプロモーションに所属し、声優活動を完全再開した。会社員として勤務し、マウス所属後も会社勤めと声優活動を両立させている。

## 人物・エピソード
幼少期ディズニー・チャンネルを見て育った経験からディズニーチャンネルの作品に携わることが1つの願望としてあった。2019年7月から放送開始された『101匹わんちゃんストリート』の吹き替えでその夢を叶え、そのことに喜びを示している。
三姉妹の次女で、時折ブログ内で妹への深い愛情がうかがえる発言をしている。
自身を人見知りな性格であると評している。時折言動から達観的な一面を見せることがある。
推理ゲームが好き。簿記検定（実施団体不明）の有資格者である。
フィギュアスケート観戦が趣味で、フィギュアスケートのジャンプを見分けることができる。興味を持ったきっかけは2010年バンクーバーオリンピックのシーズンからで、浅田真央や金妍兒の点数がなぜ高いのか気になって興味を持ち始めた。翌年の2011年にかけてのジュニア大会（2010/2011 ISUジュニアグランプリシリーズ、2010/2011 ISUジュニアグランプリファイナル、2011年世界ジュニアフィギュアスケート選手権）で活躍したアデリナ・ソトニコワ、エリザベータ・トゥクタミシェワ、ポリーナ・シェレペンを見てロシアのフィギュアスケート選手を特に好きになる。同時期にノービスで活躍を始めたエレーナ・ラジオノワを「一生の推し」としている。それ以来ロシアの選手を中心にノービスからシニアまで幅広く応援をしている。それゆえ好きな選手が10代前半であることも少なくなく、他人に紹介した際その若さに軽く引かれることがある。推しの選手が日本の大会に出場した際には応援バナーを持って現地観戦したこともある。フィギュアスケートの話題になると熱く語りすぎてしまうため、時々相手に引かれてしまう。ロシアの選手が好きなことからロシア語にも強い興味を持ち、ロシアが好きな上坂すみれとロシアの話題で盛り上がったという。
その他の趣味・特技に読書・映画鑑賞・音楽鑑賞を挙げている。方言は讃岐弁。
鶏卵が好きで、目玉焼きやゆで卵にして毎朝3つずつ食べる。目玉焼きの調理を得意とし、焼き方にこだわりを持つ。
塩、胡椒、山椒が好き。
主役・結束いのりを演じる『メダリスト』は連載開始時からいのり役を夢見るほどの熱狂的なファン。一方で同作の作者・つるまいかだは漫画家になる前から春瀬の熱狂的なファンであり、双方の思いが結実した形となった。

## 出演
太字はメインキャラクター

### テレビアニメ
2015年
- 聖剣使いの禁呪詠唱（生徒）
- アイドルマスター シンデレラガールズ（龍崎薫）

2017年
- アイドルマスター シンデレラガールズ劇場（2017年 - 2019年、龍崎薫） - 4シリーズ

2018年
- クレヨンしんちゃん（2018年 - 2021年、園児C、女性社員B、園児B、出理張呂毛斗）
- あかねさす少女（女子生徒、局員）

2019年
- アイカツフレンズ!〜かがやきのジュエル〜（にせさくや）

2020年
- ＜Infinite Dendrogram＞-インフィニット・デンドログラム-（ミリアーヌ・グランドリア）
- Lapis Re:LiGHTs（生徒）
- 名探偵コナン（女の子）
- NOBLESSE -ノブレス-（女子生徒）

2021年
- 忍たま乱太郎（小坊主）
- アイカツプラネット!（客）
- takt op.Destiny（マリー）

2022年
- 神クズ☆アイドル
- 宇宙なんちゃら こてつくん（アツコ）
- シルバニアファミリー シリーズ（2022年 - 2023年、ピアーズ、フォーナ、おばけちゃん、マイロ） - 2シリーズ

2023年
- 久保さんは僕を許さない（女子生徒B）
- アイドルマスター シンデレラガールズ U149（龍崎薫）

2024年
- ラーメン赤猫（枕崎）

2025年
- メダリスト（結束いのり）

### 劇場アニメ
- 映画 HUGっと!プリキュア♡ふたりはプリキュア オールスターズメモリーズ（2018年、子供）

### OVA
- アイドルマスター シンデレラガールズ U149 特別編（2023年、龍崎薫）

### Webアニメ
- マウスどうぶつえん（2018年 - 、エナガのなつみ[31]）
- マウスどうぶつえん名作劇場（2020年、エナガのなつみ）
- アイドルマスター シンデレラガールズ劇場 Extra Stage（2021年、龍崎薫）

### ゲーム
2015年
- 結城友奈は勇者である 樹海の記憶
- 家電少女（おとね）
- アイドルマスター シンデレラガールズ（2015年 - 2023年、龍崎薫） - 2作品
- ブレイブソード×ブレイズソウル（ミーティア、セラエノ断章、ブライニクル）

2018年
- 城姫クエスト（唐津城、勝幡城）
- ヴァイタルギア（シャノ、イーリ）
- 天華百剣 -斬-（日本一則重）

2019年
- SEVENTH DARK（キャシー）
- Guns of Soul2 （シスネ）
- ガールズ X バトル 2（許褚、千本桜、イサウ）
- オートチェス（深海の歩行者）

2020年
- 放置少女〜百花繚乱の萌姫たち〜（楊修、白起 、田豊）
- WAR OF THE VISIONS ファイナルファンタジー ブレイブエクスヴィアス 幻影戦争（ミーア）
- ビビッドアーミー（ソリン）
- 妖怪百姫たん!（キンコ）
- 天空のクラフトフリート（コルテージュ）

2021年
- ポルト・ミラージュ（イーチェン）
- 戦場のフーガ（チック・モンブラン）

2023年
- 戦場のフーガ2（チック・モンブラン）

2024年
- ブルーアーカイブ -Blue Archive-（丹花イブキ）

2025年
- プロジェクトセカイ カラフルステージ! feat. 初音ミク（愛莉の妹）
- モンスターストライク（チハ）

### ドラマCD
2014年
- TVアニメ『僕らはみんな河合荘』ドラマCD（店員B）

2015年
- アイドルマスター シンデレラガールズ 「Treasure of Exploration」（龍崎薫）※テレビアニメ BD / DVD 第6巻 完全生産限定版特典ドラマCD

2017年
- アイドルマスター シンデレラガールズ U149（2017年 - 2018年、龍崎薫）※第1 - 4巻特別版オリジナルCD

2018年
- MAUSU THEATER Vol.020（支配人）※マウスショップ限定発売
- 私の英雄（ヒーロー）に祝福を！！（グアミ）※Youtube公式チャンネルでの配信
- 僕のおまわりさん（チコ）
- MAUSU THEATER Vol.023 - Vol.025, Vol.027 - Vol.028（戸浦夏姫）※マウスショップ限定発売

2019年
- MAUSU THEATER Vol.033※マウスショップ限定発売

2020年
- 僕のおまわりさん2（チコ）
- MAUSU THEATER Vol.043 - Vol.048『アニメ制作進行のお仕事！』（鈴木）※マウスショップ限定発売

2022年
- 僕のおまわりさん3（チコ)

### ボイスドラマ
- 幕末動乱美少女伝（2024年、佐川官兵衛）
- 戦国繚乱美少女伝（2025年、浅井長政）

### 吹き替え

#### アニメ
- 101匹わんちゃんストリート（2019年、ドロシー、クラリッサ[63]）

### ラジオ
※はインターネット配信。
- テレビアニメ『メダリスト』〜ラジオでもメダリスト目指します〜（2025年、YouTube※）[64]

### テレビ番組
※はインターネット配信。
- 声龍門（2015年、TOKYO MX）[6]
- 都丸ちよと春瀬なつみのぱかぱか競馬塾（2018年 - 、ニコニコ生放送※）[65]
- 春瀬なつみと天野聡美のお部屋deタコパ☆（2019年 - 、ニコニコ生放送※）[66]
- 声優たびノート「静岡 富士サファリパーク編」（2020年、ニコニコ動画※・YouTube※）[67]
- 春瀬･愛原の駅徒歩5分1LDK家賃8万5千円（2021年 - 、ニコニコ生放送※）[68]

### ナレーション
- 漫画『メダリスト』第1巻発売記念CM（2020年[69]）
- FC町田ゼルビアをつくろう〜ゼルつく〜（2022年 - 2023年、AbemaTV）[注 1]
- 漫画『メダリスト』CM 次にくるマンガ大賞 コミックス部門1位受賞記念バージョン（2022年）
- 世界フィギュアスケート国別対抗戦（2025年4月17日 - 4月20日）17日のオープニングセレモニーでの場内アナウンス（予定）

## ディスコグラフィ

### キャラクターソング
| 発売日  | 商品名                                                                                            | 歌 | 楽曲                                             | 備考                                                                       |
| 2016年  | 2016年                                                                                            | 2016年 | 2016年                                           | 2016年                                                                     |
| ------- | ------------------------------------------------------------------------------------------------- | --- | ------------------------------------------------ | -------------------------------------------------------------------------- |
| 6月22日 | THE IDOLM@STER CINDERELLA GIRLS STARLIGHT MASTER 03 ハイファイ☆デイズ                             | 佐々木千枝（今井麻夏）、櫻井桃華（照井春佳）、市原仁奈（久野美咲）、龍崎薫（春瀬なつみ）、赤城みりあ（黒沢ともよ）                       | 「ハイファイ☆デイズ（M@STER VERSION）」          | ゲーム『アイドルマスター シンデレラガールズ スターライトステージ』関連曲   |
| 9月2日  | THE IDOLM@STER CINDERELLA GIRLS 4thLIVE TriCastle Story Starlight Castle 会場オリジナルCD         | 龍崎薫（春瀬なつみ） | 「ハイファイ☆デイズ（M@STER VERSION）」          | ゲーム『アイドルマスター シンデレラガールズ スターライトステージ』関連曲   |
| 2017年  |                                                                                                   | |                                                  |                                                                            |
| 7月28日 | アイドルマスター シンデレラガールズ U149 第1巻特別版特典CD                                        | 市原仁奈（久野美咲）、龍崎薫（春瀬なつみ）                                                                                               | 「Orange Sapphire」                              | 漫画『アイドルマスター シンデレラガールズ U149』関連曲                     |
| 2018年  |                                                                                                   | |                                                  |                                                                            |
| 3月7日  | THE IDOLM@STER CINDERELLA MASTER イリュージョニスタ！                                             | 佐々木千枝（今井麻夏）、櫻井桃華（照井春佳）、市原仁奈（久野美咲）、龍崎薫（春瀬なつみ）、赤城みりあ（黒沢ともよ）                       | 「Yes! Party Time!!（M@STER VERSION）」          | ゲーム『アイドルマスター シンデレラガールズ スターライトステージ』関連曲   |
| 4月11日 | THE IDOLM@STER CINDERELLA GIRLS MASTER SEASONS SPRING!                                            | 喜多見柚（武田羅梨沙多胡）、本田未央（原紗友里）、龍崎薫（春瀬なつみ）                                                                   | 「Spring Screaming」                             | ゲーム『アイドルマスター シンデレラガールズ』関連曲                        |
| 5月30日 | アイドルマスター シンデレラガールズ U149 第3巻特別版特典CD                                        | 櫻井桃華（照井春佳）、佐々木千枝（今井麻夏）、橘ありす（佐藤亜美菜）、結城晴（小市眞琴）、龍崎薫（春瀬なつみ）                           | 「ドレミファクトリー！」                         | 漫画『アイドルマスター シンデレラガールズ U149』関連曲                     |
| 9月12日 | THE IDOLM@STER CINDERELLA GIRLS LITTLE STARS! なつっこ音頭                                        | 赤城みりあ（黒沢ともよ）、城ヶ崎莉嘉（山本希望）、橘ありす（佐藤亜美菜）、結城晴（小市眞琴）、龍崎薫（春瀬なつみ）                       | 「なつっこ音頭」                                 | テレビアニメ『アイドルマスター シンデレラガールズ劇場』エンディングテーマ  |
| 9月12日 | THE IDOLM@STER CINDERELLA GIRLS LITTLE STARS! なつっこ音頭                                        | 龍崎薫（春瀬なつみ） | 「なつっこ音頭」                                 | テレビアニメ『アイドルマスター シンデレラガールズ劇場』関連曲              |
| 11月9日 | THE IDOLM@STER CINDERELLA GIRLS 6thLIVE MERRY-GO-ROUNDOME!!! MASTER SEASONS SPRING! SOLO REMIX    | 龍崎薫（春瀬なつみ） | 「Spring Screaming」                             | ゲーム『アイドルマスター シンデレラガールズ』関連曲                        |
| 2020年  |                                                                                                   | |                                                  |                                                                            |
| 4月29日 | 百華繚乱 弐                                                                                       | 虎御前の太刀（高森奈津美）、日光助真（中村桜）、日本一則重（春瀬なつみ）                                                                 | 「恋の大運動会」                                 | ゲーム『天華百剣 -斬-』関連曲                                              |
| 2021年  |                                                                                                   | |                                                  |                                                                            |
| 4月30日 | アイドルマスター シンデレラガールズ U149 第7巻特別版特典CD                                        | 龍崎薫（春瀬なつみ） | 「ひまわりマークをさがせ！」                     | 漫画『アイドルマスター シンデレラガールズ U149』関連曲                     |
| 9月22日 | THE IDOLM@STER CINDERELLA GIRLS STARLIGHT MASTER GOLD RUSH! 10 Hungry Bambi                       | 佐々木千枝（今井麻夏）、市原仁奈（久野美咲）、橘ありす（佐藤亜美菜）、龍崎薫（春瀬なつみ）、棟方愛海（藤本彩花）、遊佐こずえ（花谷麻妃） | 「Hungry Bambi（M@STER VERSION）」               | ゲーム『アイドルマスター シンデレラガールズ スターライトステージ』関連曲   |
| 9月22日 | THE IDOLM@STER CINDERELLA GIRLS STARLIGHT MASTER GOLD RUSH! 10 Hungry Bambi                       | 龍崎薫（春瀬なつみ） | 「Hungry Bambi（M@STER VERSION）」               | ゲーム『アイドルマスター シンデレラガールズ スターライトステージ』関連曲   |
| 2023年  |                                                                                                   | |                                                  |                                                                            |
| 3月1日  | THE IDOLM@STER CINDERELLA GIRLS STARLIGHT MASTER R/LOCK ON! 13 チカラ！イズ！ぱわー!!             | 的場梨沙（集貝はな）、龍崎薫（春瀬なつみ）、遊佐こずえ（花谷麻妃）、佐々木千枝（今井麻夏）                                               | 「ココ☆ナツ」                                    | ゲーム『アイドルマスター シンデレラガールズ スターライトステージ』関連曲   |
| 4月19日 | THE IDOLM@STER CINDERELLA GIRLS U149 ANIMATION MASTER 01 Shine In The Sky☆                        | U149 | 「Shine In The Sky☆」                            | テレビアニメ『アイドルマスター シンデレラガールズ U149』オープニングテーマ |
| 4月19日 | THE IDOLM@STER CINDERELLA GIRLS U149 ANIMATION MASTER 01 Shine In The Sky☆                        | 龍崎薫（春瀬なつみ） | 「Shine In The Sky☆」                            | テレビアニメ『アイドルマスター シンデレラガールズ U149』関連曲             |
| 5月10日 | THE IDOLM@STER CINDERELLA GIRLS U149 ANIMATION MASTER 02 よりみちリトルスター                     | U149 | 「よりみちリトルスター」                         | テレビアニメ『アイドルマスター シンデレラガールズ U149』エンディングテーマ |
| 5月17日 | THE IDOLM@STER CINDERELLA GIRLS STARLIGHT MASTER R/LOCK ON! 16 ギョーてん！しーわーるど！         | 浅利七海（井上ほの花）、前川みく（高森奈津美）、市原仁奈（久野美咲）、棟方愛海（藤本彩花）、龍崎薫（春瀬なつみ）                         | 「ギョーてん！しーわーるど！（M@STER VERSION）」 | ゲーム『アイドルマスター シンデレラガールズ スターライトステージ』関連曲   |
| 5月17日 | THE IDOLM@STER CINDERELLA GIRLS STARLIGHT MASTER R/LOCK ON! 16 ギョーてん！しーわーるど！         | 龍崎薫（春瀬なつみ） | 「ギョーてん！しーわーるど！（M@STER VERSION）」 | ゲーム『アイドルマスター シンデレラガールズ スターライトステージ』関連曲   |
| 6月21日 | THE IDOLM@STER CINDERELLA GIRLS U149 ANIMATION MASTER 04 ゼロトゥワン!!                           | U149 | 「ゼロトゥワン!!」                               | テレビアニメ『アイドルマスター シンデレラガールズ U149』挿入歌             |
| 6月28日 | THE IDOLM@STER CINDERELLA GIRLS U149 ANIMATION MASTER 05 グッデイ・グッナイ                       | U149 | 「グッデイ・グッナイ」                           | テレビアニメ『アイドルマスター シンデレラガールズ U149』エンディングテーマ |
| 6月28日 | THE IDOLM@STER CINDERELLA GIRLS U149 ANIMATION MASTER 05 グッデイ・グッナイ                       | 橘ありす（佐藤亜美菜）、結城晴（小市眞琴）、龍崎薫（春瀬なつみ）                                                                         | 「SUN♡FLOWER」                                   | テレビアニメ『アイドルマスター シンデレラガールズ U149』挿入歌             |
| 6月28日 | THE IDOLM@STER CINDERELLA GIRLS U149 ANIMATION MASTER 05 グッデイ・グッナイ                       | U149 | 「ドレミファクトリー！」                         | テレビアニメ『アイドルマスター シンデレラガールズ U149』挿入歌             |
| 7月5日  | THE IDOLM@STER CINDERELLA GIRLS U149 ANIMATION MASTER 06 キラメキ☆                                | U149 | 「キラメキ☆」                                    | テレビアニメ『アイドルマスター シンデレラガールズ U149』挿入歌             |
| 7月5日  | THE IDOLM@STER CINDERELLA GIRLS U149 ANIMATION MASTER 06 キラメキ☆                                | 龍崎薫（春瀬なつみ） | 「キラメキ☆」                                    | テレビアニメ『アイドルマスター シンデレラガールズ U149』関連曲             |
| 2024年  |                                                                                                   | |                                                  |                                                                            |
| 2月3日  | THE IDOLM@STER CINDERELLA GIRLS UNIT LIVE TOUR ConnecTrip! 石川公演&山形公演&岩手公演オリジナルCD | 龍崎薫（春瀬なつみ） | 「ゼロトゥワン!!」                               | テレビアニメ『アイドルマスター シンデレラガールズ U149』関連曲             |
| 4月6日  | THE IDOLM@STER CINDERELLA GIRLS UNIT LIVE TOUR ConnecTrip! 大阪公演&福岡公演&東京公演オリジナルCD | 龍崎薫（春瀬なつみ） | 「グッデイ・グッナイ」 「SUN♡FLOWER」            | テレビアニメ『アイドルマスター シンデレラガールズ U149』関連曲             |

### その他の参加楽曲
| 発売日        | 商品名                                    | 歌 | 楽曲                        | 備考                                                |
| ------------- | ----------------------------------------- | --- | --------------------------- | --------------------------------------------------- |
| 2017年2月8日  | THE IDOLM@STER CINDERELLA MASTER EVERMORE | 大橋彩香、福原綾香、原紗友里、藍原ことみ、青木志貴、青木瑠璃子、飯田友子、五十嵐裕美、今井麻夏、上坂すみれ、内田真礼、桜咲千依、大空直美、大坪由佳、金子真由美、金子有希、木村珠莉、黒沢ともよ、佐藤亜美菜、下地紫野、洲崎綾、鈴木絵理、髙野麻美、高森奈津美、立花理香、種﨑敦美、千菅春香、東山奈央、長島光那、原優子、早見沙織、春瀬なつみ、渕上舞、牧野由依、松井恵理子、松嵜麗、三宅麻理恵、村中知、杜野まこ、安野希世乃、山下七海、山本希望、佳村はるか、ルゥティン、和氣あず未 | 「EVERMORE（4thLIVE MIX）」 | ゲーム『アイドルマスター シンデレラガールズ』関連曲 |
| 2019年2月28日 | MAUSU THEATER Vol.031                     | 春瀬なつみ | 「You-niverse」             |                                                     |
| 2020年8月29日 | MAUSU THEATER Vol.047                     | 春瀬なつみ | 「VIRTUAL AND UNIVERSE」    |                                                     |

## ライブ・イベント

### 合同ライブ
| 出演日              | タイトル                                                                                        | 会場                                        |
| ------------------- | ----------------------------------------------------------------------------------------------- | ------------------------------------------- |
| 2016年9月4日        | THE IDOLM@STER CINDERELLA GIRLS 4thLIVE TriCastle Story Starlight Castle                        | 神戸ワールド記念ホール（兵庫県）            |
| 2016年10月15日      | THE IDOLM@STER CINDERELLA GIRLS 4thLIVE TriCastle Brand New Castle                              | さいたまスーパーアリーナ（埼玉県）          |
| 2017年5月27日・28日 | THE IDOLM@STER CINDERELLA GIRLS 5thLIVE TOUR Serendipity Parade!!! 石川公演                     | 石川県産業展示館4号館（石川県）             |
| 2017年6月24日・25日 | THE IDOLM@STER CINDERELLA GIRLS 5thLIVE TOUR Serendipity Parade!!! 静岡公演                     | エコパアリーナ（静岡県）                    |
| 2017年8月12日       | THE IDOLM@STER CINDERELLA GIRLS 5thLIVE TOUR Serendipity Parade!!! さいたまスーパーアリーナ公演 | さいたまスーパーアリーナ（埼玉県）          |
| 2018年11月11日      | THE IDOLM@STER CINDERELLA GIRLS 6thLIVE MERRY-GO-ROUNDOME!!!                                    | メットライフドーム（埼玉県）                |
| 2019年9月3日・4日   | THE IDOLM@STER CINDERELLA GIRLS 7thLIVE TOUR Special 3chord♪ Comical Pops!                      | 幕張メッセ国際展示場 9-11番ホール（千葉県） |
| 2019年10月19日      | バンダイナムコエンターテインメントフェスティバル                                                | 東京ドーム（東京都）                        |
| 2021年10月2日・3日  | THE IDOLM@STER CINDERELLA GIRLS 10th ANNIVERSARY M@GICAL WONDERLAND TOUR!!! MerryMaerchen Land  | 西日本総合展示場 新館（福岡県）             |
| 2022年4月2日・3日   | THE IDOLM@STER CINDERELLA GIRLS 10th ANNIVERSARY M@GICAL WONDERLAND!!!                          | ベルーナドーム（埼玉県）                    |
| 2022年9月3日        | THE IDOLM@STER CINDERELLA GIRLS LIKE4LIVE #cg_ootd                                              | 日本ガイシホール（愛知県）                  |
| 2023年12月10日      | 異次元フェス アイドルマスター★♥ラブライブ!歌合戦                                                | 東京ドーム（東京都）                        |